# Градски стадион Бања Лука
Градски стадион Бања Лука је вишенамјенски стадион у Бањој Луци, Република Српска, БиХ. Тренутно се користи највише за фудбалске мечеве и домаћи је терен ФК Борца Бања Лука. 
Стадион има капацитет од 9.930 мјеста (запад 2.912, сјевер 2.492, исток 4.326, вип 200) и на њему је одиграно неколико значајних међународних утакмица.

## Историја
Данашњи стадион Борца је некада био стадион СК Крајишник, који је прије Другог свјетског рата био чувенији клуб од Борца. Изградио га је трећи врбаски бан Богољуб Кујунџић и стадион се тако звао Стадион Бана Кујунџића. За вријеме окупације, власти НДХ су забраниле СК Крајишник, који ни послије рата није обновљен. Од ослобођења до данас стадион службено носи назив Градски стадион Бања Лука, а на њему своје утакмице игра ФК Борац.
Крајем 2008. године стручна комисија изабрала је идејно рјешење за нови стадион који би требало да се налази на Бањалучком пољу. Комплекс новог стадиона ће се простирати на скоро 205.000 2, а поред централног стадиона капацитета 30.000 мјеста комплекс ће имати два помоћна терена и терене за тенис, кошарку и одбојку. У току је израда пројектне документације, а рок за изградњу је 3 године.
Добре игре бањалучког Борца и могућност играња у европским такмичењима након 18 година, натјерале су надлежне Града Бања Лука да размишљају о реконструкцији Градског стадиона који би након завршених радова добио лиценцу УЕФА. У плану реконструкције предвиђени су изградња двије нове трибине, сјеверне и јужне, наткривање постојеће источне и постављење столица на све четири трибине. У току је тендер за избор извођача радова, док је рок за завршетак истих 1. август 2010. Након реконструкције Градски стадион би требало да има капацитет од око 13 000 сједећих мјеста.

## Значајне утакмице
Градски стадион у Бањој Луци кроз историју постојања био је поприште многих великих лигашких и куп утакмица, али је угостио и неке од великана европског фудбала попут Андерлехта и сјајне фудбалере попут: Мијатовића, Савићевића ... Прва европска утакмица на стадиону је играна 17.9.1975. када је Борац угостио и декласирао луксембуршки Руменланж са 9:0. Даље кроз европске мечеве угостио је већ поменути ФК Андерлехт, ФК Металист Харков, у новије вријеме ФК Макаби Хаифа, а европске битке као домаћин на овом стадиону успјшено је био и бијељински Радник против ФК Спартак Трнава.  
На Градском стадиону играла је и репрезентација Југославије у неколико наврата, посебно се памти пријатељски меч са Аустријом из марта 1987. (4:0) у вријеме кад је репрезентација била у својеврсној кризи резултата и игре, а неки ће касније рећи да је од те утакмице за југословенски фудбал све кренуло на боље, а на крилима сјајне енергије са трибина у Бањој Луци. Позитивне енергијe према репрезентацији није недостајало ни 15-ак година касније у дуелу са Борцем из 2001. године, када је због преоптерећености посјетом урушена сјеверна трибина, а након тога и дефинитивно срушена и изграђена нова.

## Концерти
- 31. 5. 2001. Здравко Чолић
- 26. 6. 2002. Светлана Ражнатовић
- 28. 6. 2008. Светлана Ражнатовић
- 8. 7. 2009.  Лепа Брена
- 24. 7. 2009. Лени Кравиц
- 28. 8. 2009. Горан Бреговић
- 27. 6. 2014. Милиграм
- 21. 8. 2015. Жељко Јоксимовић
- 29. 6. 2016. Милиграм